# Clermont-Soubiran
Clermont-Soubiran település Franciaországban, Lot-et-Garonne megyében. Lakosainak száma 405 fő (2022. január 1.). Clermont-Soubiran Gasques, Golfech, Lamagistère, Valence, Grayssas, Saint-Romain-le-Noble, Saint-Urcisse és Saint-Sixte községekkel határos.

## Népesség
A település népességének változása:
| Lakosok száma | 316  | 236  | 301  | 378  | 373  | 376  | 382  | 393  | 394  | 405  |
|               | 1968 | 1982 | 1990 | 2006 | 2013 | 2015 | 2017 | 2019 | 2020 | 2022 |